# کیم جونگ مین (خواننده)
کیم جونگ مین (کره‌ای: 김정수؛ زادهٔ کیم جونگ سو در ۲۳ اوت ۱۹۶۸) خواننده و بازیگر اهل کره جنوبی است.